# クィーンストン・ハイツの戦い
クィーンストン・ハイツの戦い（クィーンストン・ハイツのたたかい、英語: Battle of Queenston Heights）は、米英戦争の初期である1812年10月13日に、現在のオンタリオ州クィーンストン近くでイギリス軍とアメリカ軍との間に戦われた戦闘である。イギリス軍はアイザック・ブロック少将とロジャー・シェフが率いた正規兵であり、アメリカ軍はスティーブン・ヴァン・レンセリア少将が率いたニューヨーク州民兵を主体とする軍隊であった。アメリカ軍が冬季に入る前にナイアガラ川を越えてカナダ側に拠点を築こうとして始まったこの戦闘は、米英戦争のこの時点まででは最大の戦闘となった。この決戦はあまり出来の良くない作戦計画の結果として起こったが、それまで数的には劣勢のイギリス軍を引っ張って成果を残してきていたブロック将軍が戦死し、その後の戦争の経過に重大な影響を残した。
アメリカ軍は数的には勝っており、逆にイギリス軍はアメリカ軍の侵略に備えて戦力を分散して置かねばならなかった。ニューヨーク州ルイストンに拠点を置いたアメリカ軍はナイアガラ川を渡って侵略を試みたが、イギリス軍の砲撃と、訓練が行き届かず経験も無いアメリカ軍民兵の一部が進軍を躊躇ったために、不成功に終わった。イギリス軍は援軍がタイミング良く到着し、カナダ側に渡っていたアメリカ軍兵士を降伏させた。

## 背景
アメリカ軍はアッパー・カナダ国境のイギリス軍拠点を3方から攻撃する作戦であり、ナイアガラ川渡河はその一つであった。一つはウィリアム・ハル将軍がデトロイトからアマーストバーグを攻撃するものであり、一つはヘンリー・ディアボーン将軍がセントローレンス川を横切ってキングストンを奪取する作戦であった。これら3方面軍が合流してローワー・カナダのモントリオールを攻略すれば、カナダを掌握でき早急に停戦に持ち込めるという考えであった。
しかし、この3方面作戦は思うように運ばなかった。ハルはデトロイト砦を取り囲まれ、イギリスと同盟するインディアンの虐殺を恐れて、町も全部隊も降伏してしまった。ディアボーンはニューヨーク州オールバニで留まっており、侵略を急ぐ様子がなかった（ディアボーンはちょっとした成果を上げたのみで、1813年にはその任を解かれた）。ヴァン・レンセリアは、勝ち気に逸る兵士からも、またハルの降伏で恥辱にいらいらした世論からも、そこそこの圧力を感じ取っていた。
ヴァン・レンセリアは、ニューヨーク州民兵の少将の位を持っていたが、実戦で指揮を執った経験が無かった。当時のヴァン・レンセリアは、ニューヨーク州知事選挙の連邦党有力候補と見なされており、現職知事のダニエル・トンプキンズがおそらくヴァン・レンセリアを選挙戦から遠ざけることを期待してアメリカ軍の指揮官に任命した。7月13日に任官したヴァン・レンセリアは、その又従兄弟で実戦経験豊富なソロモン・ヴァン・レンセリア大佐の協力を確保し、副官として助言を貰えるように計らった。

### アメリカ軍内部の不和
ハルの失敗やディアボーンの遅れはあったものの、ヴァン・レンセリアの位置付けは強固に見えた。9月1日、ヴァン・レンセリアの元にはわずか691名の兵士がいたにすぎなかったが、直ぐに援軍が到着してそれなりの軍隊になった。自部隊は正規兵、志願兵および民兵を合わせて約6,000名となったのに加えて、アレクサンダー・スミス准将が1,700名の正規兵を従えて参軍した。しかし、スミスは職業軍人の士官であり、ヴァン・レンセリアの命令に従わうことを頑なに拒み、招集にも応じなかった。スミス軍は前線に到着するやいなや、ルイストンの本部に付くのではなく、バッファロー近くに布陣した。ヴァン・レンセリアに到着を報告せず、ただ「忙しい」と伝えていた。
ヴァン・レンセリアは、主部隊でナイアガラ川を渡りクィーンストン近くの高地を占領し、一方でスミスが後方からジョージ砦を攻める作戦を立てた。しかし、この作戦に対するスミスからの回答も無かった。本部で作戦会議を招集したときも、スミスからの反応が無く、その後直ぐに送った文書にも返事が無かった。「大至急で」送られた直接命令にも、無言の対応であった。人当たりの良い政治家であったヴァン・レンセリアは、軍法会議で戦闘の開始を遅らせるよりもスミス抜きで戦闘を開始することを選んだ。
10月10日、ヴァン・レンセリアは攻撃準備をしているルイストンにスミスの軍隊も「大至急」合流するよう命令を送った。攻撃開始は10月11日、日曜日の午前3時に設定されており、スミスは命令書の受け取りだけを送り返した。しかし、生憎の悪天候でスミスが選んだ道はぬかるんでおり、「道に貼り付いたように」見える荷車を棄てるしかなかった。10月11日午前10時、攻撃延期の命令がスミスに届いた。スミスはルイストンには向かわず、ブラック・ロックの宿営地に引き返し、10月12日にヴァン・レンセリア宛て文書でスミス軍は10月14日に再度動ける状態になると連絡した。攻撃計画は13日が予定されていた。
10月11日の攻撃延期の理由はヴァン・レンセリア軍内の脱走であった。その数日前、ヴァン・レンセリア大佐は川を渡って、ブロックの副官ジョン・マクドネル中佐が指揮するイギリス軍に攻撃を掛ける準備ができており、敵地を制圧するかなり良い考えだと思っていた。ヴァン・レンセリア大佐は熱が出ていたが、ヴァン・レンセリア将軍は10月11日に攻撃を掛ける決定を下した。しかし、アメリカ軍がその日の未明に隊列を組んで川を渡る準備が出来たとき、船を操船する一人であったシムズ中尉がその船を漕いで出て逃亡してしまった。しかも渡河に必要ななオールの大半も持って行ってしまった。代わりのオールが準備されるまで攻撃は延期された。ヴァン・レンセリア将軍は攻撃を10月13日に再設定した。

### イギリス軍の準備
アイザック・ブロックはアッパー・カナダの副知事であり、そこの軍の司令官でもあった。ブロックは行動的な指揮官であり、デトロイト砦の奪取成功で賞賛され、「アッパー・カナダの救世主」という評判と、ナイトの称号を得ていた。ただし、ナイト叙勲の知らせがアッパー・カナダに届いたのはブロックの戦死後であった。しかし、ブロックの上官でケベックにいるジョージ・プレボストは用心深い方であり、二人は戦略について衝突していた。
ブロックの考えでは、イギリス軍が先手を取ってナイアガラ川を渡り、ヴァン・レンセリアとスミスの軍隊が補強される前に打ち破り、ニューヨーク州北部を占領するというものであった。プレボストはこの作戦を拒否し、ブロックに防御的な姿勢を命じた。プレボストは、イギリス政府がアメリカの商船を規制する枢密院令の幾つかを棄て、米英戦争の原因といわれたものの幾つかを取り去ったことを知っていた。プレボストは、休戦交渉がうまく行くと信じ、攻撃的な姿勢を取ることで交渉に害になることを恐れていた可能性がある。ブロックの積極策の一つはモーミー川のウェイン砦を包囲したことであったが、同盟インディアンの戦士が敗北して終わっていた。
特にブロックを苛立たせたのはプレボストの命令でロジャー・シェフ少将が動き、8月20日にヴァン・レンセリア大佐との休戦を約束したことだった。休戦の条件でナイアガラ川は両軍とも水路として使うことを許された。ブロックは、アメリカ軍の援軍や物資がヴァン・レンセリア軍に抵抗無く届けられるのを見ているしかなかった。休戦は9月8日に終わり、ヴァン・レンセリア軍は以前にも増して十分に補給されていた。
戦闘の前日の10月12日、ブロックの命令でトマス・エバンス少佐が白旗を掲げてナイアガラ川を渡り、数日前にエリー砦の近くでアメリカ軍がイギリス船を襲って捕まえた捕虜の即刻交換を申し出た。エバンスはヴァン・レンセリア大佐に合おうとしたが、大佐は病気だと告げられ、ヴァン・レンセリア将軍の秘書官でツークという男と会った。ツークは恐らくジョン・ラベットの偽称であるが、「明後日」まではいかなる捕虜交換に応じないと繰り返した。エバンスはこの言葉が繰り返されるのを聞いて衝撃を受け、また船が何隻か茂みに隠されているのを確認できた。エバンスは攻撃が翌日10月13日に計画されていると結論づけ、自隊に戻ると作戦会議士官からは笑いと嘲り顔で迎えられた。しかし、ブロックは会議後エバンスを横に呼び、その可能性を確信した。

## 戦闘

### アメリカ軍の第一次上陸

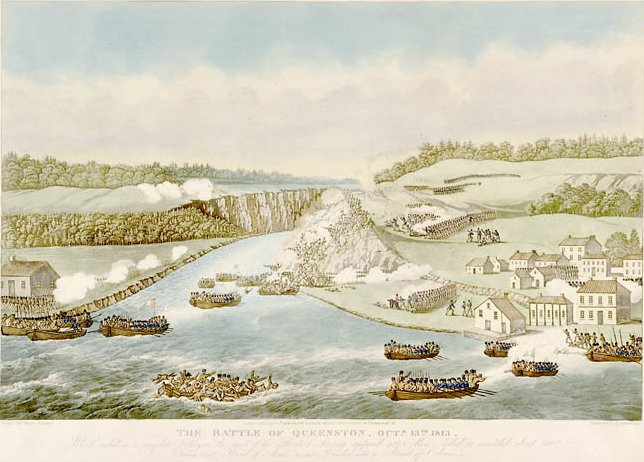
アメリカ軍の渡河の様子

10月13日、ブロックはシェフや主力部隊とともにジョージ砦にいた。イギリス軍の分遣隊はクィーンストン、チッパワおよびエリー砦にいた。
クィーンストンの村落はナイアガラ川峡谷の出口にあり、川の流れは速く川幅は200ヤード (180 m)あった。村の直ぐ南は300フィート (100 m)迫り上がった地形でありクィーンストン・ハイツと呼ばれた。川の反対側がルイストンであり、やはりその南にルイストン・ハイツがあった。平和なときはクィーンストンとルイストンの間に渡し船が運航された。
クィーンストンにいたイギリス軍分遣隊は、ジェイムズ・デニス大尉指揮する第49歩兵連隊（以前はブロックが指揮していた）擲弾兵中隊、ジョン・ウィリアムズ大尉指揮する軽装歩兵中隊、第2ヨーク民兵隊の側面支援中隊および3ポンド・バッタ砲1門を擁した第41歩兵連隊の分遣隊であった。18ポンド砲1門がハイツに上がる途中の凸角堡に据えられ24ポンド砲とカロネード砲各1門が村落から1マイル (1.6 km)北のブルーマンズポイントの砲座に据えられた。土地の民兵である第5リンカーン連隊からの複数の中隊は従軍していなかったが、伝言が発せられれば直ぐに集合できることになっていた。
アメリカ軍は第6、第13および第23歩兵連隊と、歩兵として従軍する砲兵大隊であった。ニューヨーク民兵隊は5連隊おり、志願兵によるライフル狙撃兵1個大隊もいた。アメリカ軍は急速に数を増したのでルイストンの正規兵の大多数は最近徴兵されたばかりであり、ヴァン・レンセリアは民兵の訓練と規律の方が正規兵より勝っていると思った。アメリカ軍には船が12隻あり、それぞれ30名の兵士を運べた。また2隻の大きな船もあり80名の兵士を運べるうえに、甲板がついていて、野砲や荷車を運ぶこともできた。
船に乗る最後の瞬間まで序列や優先順位で揉めて、最初の渡河部隊の指揮まで分かれてしまった。ヴァン・レンセリア大佐は民兵の分遣隊を、ジョン・クリスティ中佐は正規兵を率いた。
アメリカ軍は10月13日午前3時に渡河を始めた。船を出して10分後、ヴァン・レンセリア大佐の船が対岸の村落に上陸を始めた。哨兵の一人がその姿に気付き、味方への警報のためというよりもアメリカ軍に見つけたことを警告するためにマスケット銃を発砲し、デニスの本部に走った。数分後、デニスの部隊がまだ川岸に居るアメリカ軍に一斉射撃を行った。ヴァン・レンセリア大佐は船からカナダ側の岸に下りた時直ぐに銃弾で撃たれた。ヴァン・レンセリア大佐は部隊をまとめるように務めているときに更に5発も撃たれた。それでも彼は生き残った。ヴァン・レンセリア大佐は出血で弱っていたために戦闘には加われなかったので、第13歩兵連隊のジョン・E・ウール大尉が指揮を代わりクィーンストンにアメリカ軍の足場を得るために戦った。
一方、イギリス軍の大砲はルイストンのアメリカ軍が船を寄せる場所の方向に撃ち始めた。アメリカ軍の大砲はルイストン・ハイツのグレイ砦という防塁に18ポンド砲が2門、船寄せ場の近くに6ポンド砲が2門あったが、クイーンストンの村落に向かって砲撃を開始した。デニスの部隊は村落まで後退したが家の陰から銃撃を続けた。
明るくなってくると、イギリス軍の大砲が精度を増した。アメリカ軍の大きな船2隻を含み3隻の船の乗員が被害を受けた。船の1つにはクリスティ中佐が乗っていた。銃火の下で恐慌が起こった。クリスティの船の水先案内人はクリスティの制止も聞かず船を元の岸に戻し始めた。このことが後に悶着となった。クリスティの次の船を指揮していたローレンス大尉はクリスティが撤退を命じたと言い張り、卑怯だと告発した。
ジョン・フェンウィック中佐に率いられた第二波の攻撃部隊はイギリス軍の大砲で水中に落され、あるいは下流に流されて空洞に上陸を余儀なくされ、イギリス軍が素早く取り囲んだので生き残っていた者は降伏した。

### アイザック・ブロックの戦死
ジョージ砦では、ブロックがクィーンストンの大砲の音で目覚めていた。ブロックはこれを陽動作戦の一つに過ぎないと考え、少数の分遣隊にクィーンストンに向かうように命じたが、彼自身も数人の副官を連れて早駆けで向かった。ブロックは夜明けごろ村落を通過し、凸角堡に上がって戦場を眺めようとした。
一方、アメリカ軍のウール大尉は、凸角堡にあるイギリスの大砲がアメリカの船に大打撃を与えており、そこは防御が薄いことを見て取ったので、ヴァン・レンセリア大佐と相談して土地の者から聞いていた漁師道を辿って攻撃を掛ける提案をした。ヴァン・レンセリアは傷のために退避してはいたが同意し、ウールが川岸を伝って移動しうまく高地の上まで上り詰めた。ウール隊はブロックが到着したまさにその時に攻撃を開始した。ブロックの少数の部隊と砲兵は村落まで逃げ落ちるしかなかったが、素早く大砲を使えなくしておいた。ブロックはジョージ砦のシェフに使いを送り、できるだけ多くの部隊を連れてクィーンストンに駆けつけるように命じた。続いて援軍を待つよりも即刻凸角堡を奪い返すことに決めた。

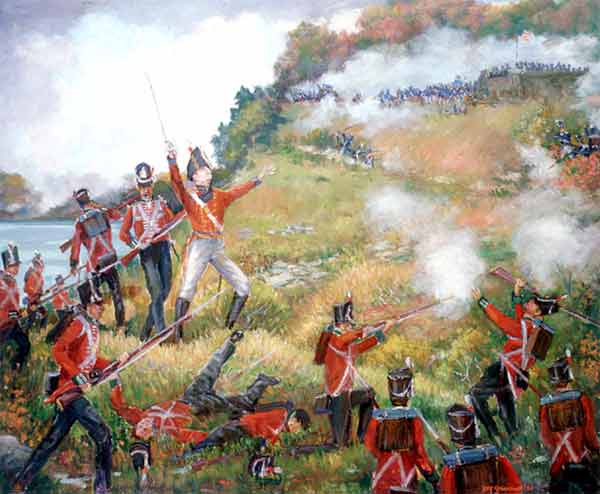
攻撃を指揮するアイザック・ブロック将軍

ブロックの最初の攻撃は第49連隊のデニスとウィリアムスの中隊および民兵2個中隊で行われた。ウール隊を排除できそうになったが、素早い反撃に逢って一旦後退した。ブロックは最初の攻撃の際に手を負傷したが、副官に「続けよ、勇敢なヨークの雄志よ」と伝えさせた。続いて2回目の攻撃を掛けた。ブロックの軍服の金色の紐飾りや肩章（およびテカムセから贈られた派手なスカーフ）がついた赤色、および長身で活力ある振る舞いは、人目に付きやすく格好の目標になった。ブロックはアメリカ軍狙撃兵の銃弾に倒れた。ブロックの副官マクドネル中佐は元々弁護士で軍隊経験がほとんどなかったが、次の攻撃を率いた。ウール隊は高地への道を上がってきた増援隊に援護され、マクドネル隊の数を上回った。マクドネルの攻撃は失敗し瀕死の重傷を負った。ウィリアムズ大尉も重傷を負い、デニス大尉は軽傷を負った。ブロックとマクドネルの体を引き摺って、イギリス軍はクィーンストンを通り1マイル（1.6キロメートル）北のダーラム農園まで後退した、
伝説によれば、ブロックの最後の言葉は「続けよ、勇敢なヨークの雄志よ」と伝えられている。しかし、ブロックが倒れた時、近くにヨーク兵は居なかったので、ありそうにない話である。歴史家のJ・マッケイ・ヒッツマンによれば、クィーンストンに付いたばかりのヨーク志願兵を勇気付けるために語った言葉であり、後に伝説に置き換えられたと言う。

### シェフの攻撃
午前10時まで、アメリカ軍は渡河する船に撃ちかけられるブルーマンズポイントの長射程24ポンド砲に苦しめられた。しかし、アメリカ軍は数百名の新たな部隊と6ポンド砲を渡河させることができた。この部隊は凸角堡の18ポンド砲を再度使えるようにし、クィーンストンの村落に向かって砲撃を始めたが、川からは離れた一部の地区にしか撃てなかった。クリスティ大佐はカナダ側に攻撃を掛けていたが、増援隊や塹壕を掘る道具を集めるために一旦引いた。正午、ヴァン・レンセリア将軍が渡河した。ヴァン・レンセリア将軍とクリスティはクィーンストン・ハイツの防御を固めるよう命令した後、また川を渡ってアメリカ側に戻った。
ウィンフィールド・スコット大佐（後にアメリカ軍の歴史の中でも最も尊敬される将軍の一人となった）がクィーンストン・ハイツの正規兵の指揮を執り、ウィリアム・ワズワース准将が全軍指揮の権利を譲って民兵隊の指揮を執った。完全な形の部隊は少なく、組織立っていない部隊の集まりであり、士官がいない部隊もあった。士官が渡河したのに部下の兵士が隋いて来ない場合もあった。ヴァン・レンセリア将軍の部隊の1,000名足らずがナイアガラ川を渡ったが、ブロックの死を知らず、イギリス軍の大砲が静かになったにも拘わらず民兵隊は残っている船で川を渡ることを拒否した。
一方、ジョージ砦からのイギリス軍増援が到着し始めた。6ポンド砲2門を持ったホルクロフト大尉の砲兵隊が、デレンジー大尉の中隊に支援されてクィーンストンの村落に入った。民兵大尉のアーチボルド・ハミルトンが自分の家の庭に大砲を据える場所を誂えた。この部隊は午後1時に砲撃を開始し、再びアメリカ軍の渡河中の船を狙い撃ちした。
これと同時にモホーク族の指導者ジョン・ノートンとジョン・ブラントが部隊を率いて高地の上に登り、突如スコットの陣地に急襲をかけた。この時誰も殺されず、モホーク族は森に逃げ隠れたが、アメリカ軍の精神状態はインディアンの怖さでひどく影響を受けた。インディアンの立てた雄叫びはルイストンの町でもはっきりと聞こえた。ヴァン・レンセリア将軍は最早民兵を煽てて川を渡らせることができなくなった。ヴァン・レンセリア将軍は市民の船乗りを連れてきてカナダ側にいる部隊を引き揚げさせようとしたが、これも拒絶された。
ロジャー・シェフ少将は午後2時にクィーンストンに到着し、イギリス軍の指揮を執った。シェフはさらに援軍を集め、アメリカ軍の大砲を避けながら3マイル (5 km)の回り道をして、クィーンストン・ハイツに向かった。そこでシェフ隊はチッパワからの別の増援隊とも合流した。全軍で800名以上となった。午前中にブロックの下で戦っていた残兵を集め、第41連隊の5個中隊と民兵の7個中隊および3ポンド砲2門ということになった。
シェフは部隊を編成しなおして準備をさせ、午後4時に攻撃を開始した。ヴァン・レンセリアが攻撃を開始してから13時間が経っていた。アメリカ軍の民兵はインディアンの雄叫びを聞いてから悪い方に運が傾いたと思い、「大挙して」命令も聞かずに撤退を始め、スコット大佐に残された守備兵はわずか300名となってしまった。スコットはシェフの大部隊に面してアメリカ軍を撤退させようとしたが、兵士を逃がそうにも川に船が無く、モホーク族は2人の酋長の死で猛り立っていたので、虐殺を恐れたスコットはイギリス軍への降伏を選んだ。それでも興奮したインディアンは高地から川岸に群がるアメリカ軍に向かって銃撃を数分間続けた。降伏が成立した後で、高地の周りに隠れていた500名のアメリカ軍民兵が出てきてやはり降伏したのを見てスコットは衝撃を受けた。

## 戦闘の後
6,000名いたヴァン・レンセリア将軍の軍隊で、100名が戦死し、300名が負傷し、さらに925名が捕虜となった。捕虜の中にはワズワース准将、スコット大佐、4名の中佐および67名の士官がいた。イギリス軍は6ポンド砲1門を捕獲し、ニューヨーク州民兵隊の連隊旗を手に入れた。イギリス軍の損失は14名の戦死、77名が負傷であった。負傷者の中にはローラ・セコールの夫ジェイムズ・セコールも含まれていた。
攻撃が惨憺たる敗北に終わったヴァン・レンセリア将軍は戦闘後即座に辞任し、ナイアガラ地区の上級士官であったアレクサンダー・スミスが後任となった。スミスの横柄さが侵略の試みを損なったにも拘わらずであった。スミスはバッファローに部隊を留めていたが、その部隊が3,000名に増強されるまで次の攻撃を掛けなかった。スミスはエリー砦の近くで2度渡河を試みて失敗し、渋々兵士を引き揚げさせた。攻撃に対する拒否を酷評され反乱の噂も立ったところで、スミスは職を辞してバージニア州の故郷へ帰った。
オールバニでは、ヴァン・レンセリアの失敗を聞いたヘンリー・ディアボーンが更に動かなくなった。2方面の軍隊が敗北し、ディアボーンは3番目の軍隊を率いて動く気にならなかった。心ならずもオーデルタウンまで前進したが、そこで民兵が更なる前進を拒否し、結局は撤退した。この結果、ヴァン・レンセリアの軍隊が1812年にアッパー・カナダを攻めた唯一の軍隊となった。
クィーンストン・ハイツの敗北の責任者は誰なのかという疑問は結局分からないままであった。スティーブン・ヴァン・レンセリアの人気は高いままであり、ニューヨーク州知事選でダニエル・トンプキンズの対抗馬として立つこともできた（選挙の結果は敗北した）。ヴァン・レンセリアは後にアメリカ合衆国下院議員となった。米英戦争の大半をアメリカ合衆国陸軍長官であったジョン・アームストロングは、その著書「米英戦争の注釈」でヴァン・レンセリア将軍を非難した。これに対して、ソロモン・ヴァン・レンセリアが憤懣やるかたない反論を行い、アームストロングをベネディクト・アーノルドに喩え、クリスティ中佐にも平等に責があるとしてその卑怯さを告発し、「我々の惨事は彼の失敗に多くをよっている」と言った。
ブロック将軍を失ったことは、取りも直さずイギリス軍にとって大打撃であった。ブロックはその自信と行動によって部下の兵士や民兵、市民の士気を上げていた。ブロックの後継者シェフはクィーンストン・ハイツの勝利で准男爵位を受けたが、同じような尊敬を集めなかった。翌年、ヨークの戦いで多数の敵を前にしたシェフは撤退をえらび、軍事的には正しかったが、地域の民兵、議会およびヨークの市民には、遺棄され不当な扱いを受けたという感情を残した。シェフはアッパー・カナダでの任務を解かれた。